# Giustizierato

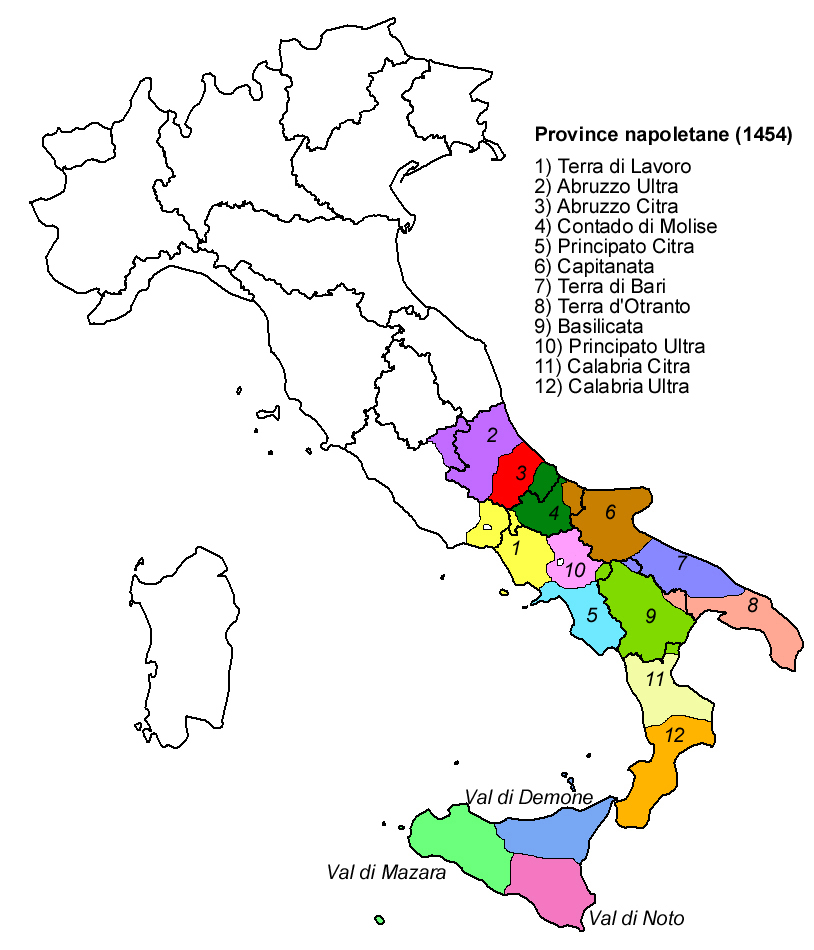
Neapolitanische Provinzen (Festland) und sizilianische Täler im Jahr 1454

Der Begriff Giustizierato (IPA [dʒustittsjeˈraːto]; deutsch Justiziarat) bezeichnete in normannischer, staufischer und angevinischer Zeit jeden Verwaltungsbezirk, in den das Königreich Sizilien eingeteilt war und der von einem kaiserlichen oder königlichen Beamten, dem Giustiziere (Justiziar), verwaltet wurde, der die souveräne Autorität auf lokaler Ebene vertrat.
Im Gegensatz zu den modernen Provinzen besaßen die Giustizieri keine eigentliche Hauptstadt; sie mussten von Zeit zu Zeit in die verschiedenen (staatlichen oder feudalen) Städte reisen, um Streitigkeiten zu schlichten und Recht zu sprechen.

## Die Giustizierati unter Friedrich II.
Die elf Bezirke, die Friedrich II. im August 1231 einführte (Konstitutionen von Melfi), entstanden zu verschiedenen Zeiten. Je nach geografischer Lage können sie unterschieden werden in:
Giustizierati auf dem Festland
1. Abruzzo
2. Basilicata
3. Calabria
4. Capitanata
5. Principato e Terra Beneventana
6. Terra di Bari
7. Terra di Lavoro und Contado di Molise
8. Terra d’Otranto
9. Valle di Crati e Terra Giordana

Giustizierati auf Sizilien
Auf der Grundlage des Flusslaufs des Salso:
1. Sicilia al di qua del Salso
2. Sicilia al di là del Salso

## Die Giustizierati unter Karl I. von Anjou

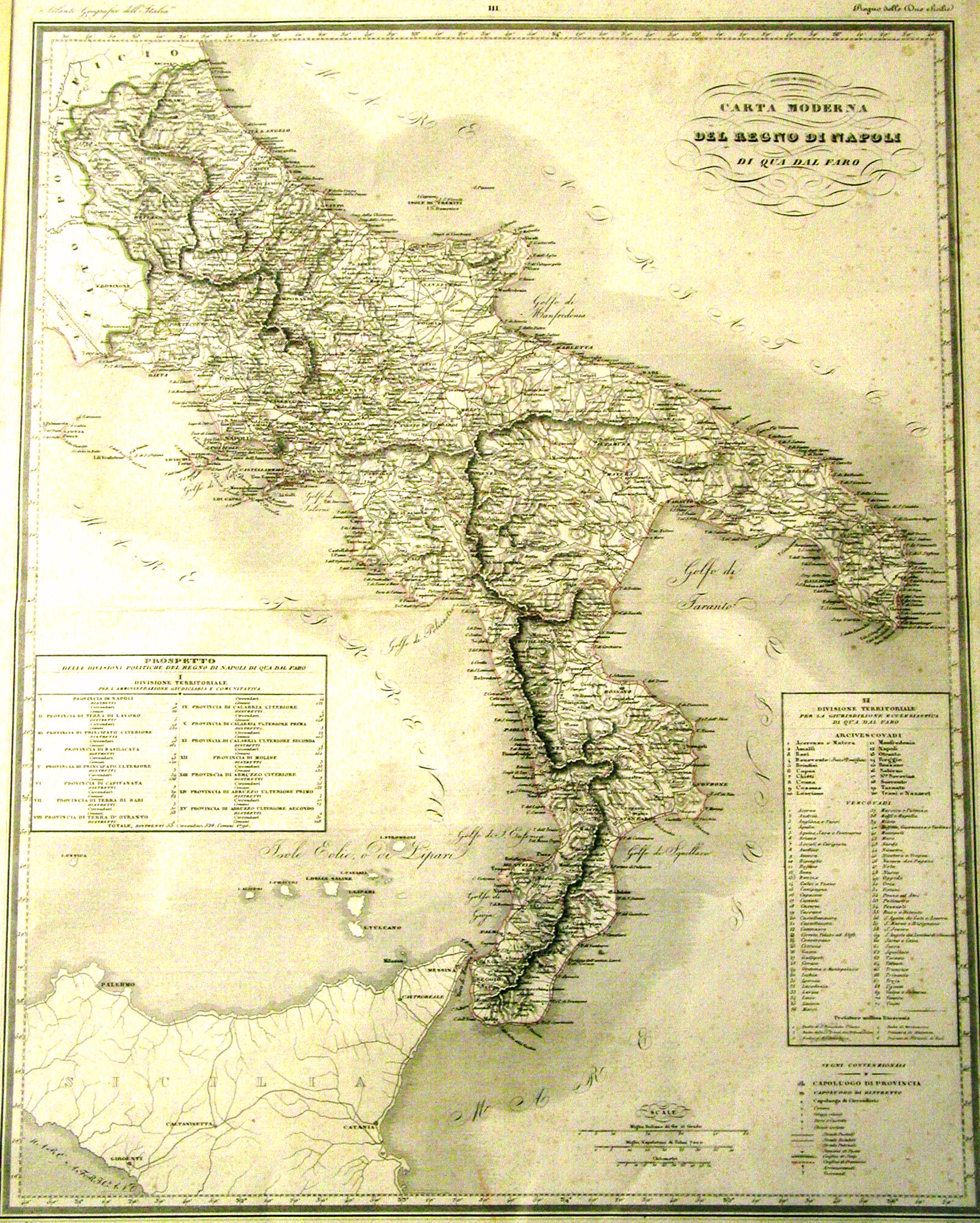
Königreich Neapel

Am 5. Oktober 1273 legte Karl I. von Anjou im Vertrag von Alife die Aufteilung der Abruzzen fest, die als zu großes Gebiet angesehen wurden, um gut verwaltet und verteidigt werden zu können, da sie am nördlichsten Rand des Königreichs lagen. Man zog es vor, einer natürlichen Grenze zu folgen, nämlich dem Lauf des Flusses Pescara, der im Norden das Giustizierato d’Abruzzo ulteriore (Ultra flumine Piscaria) und im Süden das Giustizierato d’Abruzzo citeriore (Citra flumine Piscaria) bildet.
Mit dem Vesperkrieg (1282), der aus dem sizilianischen Aufstand (Sizilianische Vesper) hervorging und Jahre später mit dem Frieden von Caltabellotta (31. August 1302) endete, erlangte Sizilien die Unabhängigkeit vom Festlandteil des Königreichs (die Hauptstadt war bereits von Palermo nach Neapel verlegt worden); dadurch verloren die Anjou den insularen Teil des Königreichs, die sizilianischen Grafschaften.
In den folgenden Jahren wurde Kalabrien ebenfalls in zwei getrennte Gerichtsbezirke (einen Ulteriore und einen Citeriore) aufgeteilt, wobei der Fluss Neto (Nethum) als Grenze diente.
Das Giustizierato Principato wurde im Jahr 1284 ebenfalls geteilt und es entstanden das Principato Ultra im Norden und das Principato Citra im Süden, die durch die natürliche Grenze der Picentini-Bergkette getrennt waren. Im selben Jahr wurde das Giustizierato Terra di Lavoro in Terra di Lavoro citra flumen Capue und in Terra di Lavoro ultra flumen Capue geteilt.

## Das Ende der Giustizierati
Im 15. Jahrhundert wurden während der aragonesischen Herrschaft die Giustizieri durch andere königliche Beamte ersetzt. Gleichzeitig wurden die territorialen Bezirke des Königreichs Neapel als Provinzen bezeichnet.